# Tolago
Tolago är en ort i Mexiko.   Den ligger i kommunen Lolotla och delstaten Hidalgo, i den sydöstra delen av landet, 180 km norr om huvudstaden Mexico City. Tolago ligger 1 303 meter över havet och antalet invånare är 783.
Terrängen runt Tolago är kuperad åt sydost, men åt nordväst är den bergig. Runt Tolago är det ganska glesbefolkat, med 48 invånare per kvadratkilometer. Närmaste större samhälle är Tlanchinol, 7,5 km öster om Tolago. I omgivningarna runt Tolago växer i huvudsak städsegrön lövskog.